# Манукян, Юрий Авакович
Ю́рий Ава́кович Манукя́н (арм. Յուրի Ավագի Մանուկյան, 3 января 1940, Ереван — 7 февраля 2013, там же) — советский и армянский политический и государственный деятель.
- 1963 — окончил Армянский педагогический институт им. Х. Абовяна. Педагог-математик.
- 1957—1959 — рабочий на Ереванском хрустальном заводе.
- 1963—1965 — директор сельской школы в Араратском районе.
- 1965—1968 — первый секретарь райкома ВЛКСМ Ведиского района[прояснить].
- 1968—1970 — заведующий сектором центрального комитета ЛКСМ Армении.
- 1970—1975 — был директором юношеского туристического комплекса.
- 1975—1983 — директор Ереванской школы № 59.
- 1983—1991 — руководитель отдела народного образования Спандарянского района.
- 1993—1995 — первый секретарь Спандарянского райкома КПА.
- 1997—2001 — первый секретарь горсовета Армянского Центрального Комитета
- 30 мая 1999 — избран депутатом Национального собрания Армении. Член постоянной комиссии по науке, образованию, культуре и вопросам молодёжи. Член КПА.